# Copa Hopman de 2007
A Copa Hopman de 2007 foi a 19ª edição do torneio entre países do tênis em mistas, organizada pela Federação Internacional de Tênis.
Nadia Petrova e Dmitry Tursunov da Rússia bateram os espanhóis Anabel Medina Garrigues e Tommy Robredo na final.